# Chloé Briot
Pour les articles homonymes, voir Briot.
Chloé Briot, née le 18 novembre 1987 à Mayenne (France), est une soprano française.

## Biographie
Chloé Briot naît le 18 novembre 1987 à Mayenne, de parents instituteurs. Elle commence les percussions à l’âge de 4 ans, puis commence la flûte et suit des cours de danse. Alors qu’elle a 14 ans, la professeure de chant du conservatoire municipal, Annick Vert, décide de la prendre dans son cours, bien qu’elle n’ait pas encore l’âge requis.
En 2006, elle entre au Conservatoire national supérieur de musique et de danse de Paris, qu’elle quitte avant la fin de son cursus, jugeant l’ambiance « trop scolaire ». Elle étudie ensuite à l’académie du Festival international d'art lyrique d'Aix-en-Provence, dont elle sort lauréate en 2014,.
En 2018, elle est nommée dans la catégorie « artiste lyrique » des Victoires de la musique classique,.
En août 2020, elle annonce avoir déposé plainte pour des agressions sexuelles de la part de l’un de ses collègues lors des représentations de L’Inondation,,. Les gestes auraient été commis exclusivement sur scène. Le baryton Boris Grappe porte plainte pour dénonciation calmomnieuse en retour.
En septembre 2022, plus de deux ans après son dépôt de plainte, le procureur de Besançon classe les deux dossiers sans suite. Il donne une conférence de presse estimant que « Madame Briot a pris la responsabilité de médiatiser son dépôt de plainte, avec des conséquences très importantes sur l’engagement artistique de Monsieur Grappe. Dans ces conditions, il [lui] paraissait important qu’il y ait une symétrie entre la plainte et la réponse pénale ». 

## Opéra
- 2011 : Les Enfants terribles de Philip Glass, d'après Les Enfants Terribles de Jean Cocteau, mise en scène de Stéphane Vérité
- 2014 : Jenůfa de Leoš Janáček, mise en scène d’Alvis Hermanis
- 2015 : Alcina de Georg Friedrich Haendel, mise en scène de Pierre Audi
- 2015 : La Flûte enchantée de Wolfgang Amadeus Mozart, mise en scène de Pet Halmen
- 2015 : Le Roi Carotte de Jacques Offenbach, mise en scène de Laurent Pelly
- 2016 : Pelléas et Mélisande de Claude Debussy, mise en scène de René Koering
- 2016 : Lakmé de Léo Delibes, mise en scène de Lilo Baur
- 2016 : Pelléas et Mélisande de Claude Debussy, mise en scène de Katie Mitchell
- 2016 : Pelléas et Mélisande de Claude Debussy, mise en scène de Stéphane Braunschweig
- 2017 : Little Nemo de David Chaillou, mise en scène d’Olivier Balazuc et Arnaud Delalande
- 2017 : Pinocchio de Philippe Boesmans, mise en scène de Joël Pommerat
- 2018 : La Légende du Roi Dragon d’Arthur Lavandier, mise en scène de Johanne Saunier
- 2018 : Pelléas et Mélisande de Claude Debussy, mise en scène de Stefan Herheim
- 2018 : Le Songe d'une nuit d'été de Felix Mendelssohn, mise en scène de Juliette Deschamps
- 2019 : La Flûte enchantée de Mozart, mise en scène de Robert Carsen
- 2019 : L'Inondation (de) de Francesco Filidei, mise en scène de Joël Pommerat